# Maße und Gewichte in der Bibel
Die folgenden Tabellen geben eine Übersicht über die Maße und Gewichte, die in der Bibel vorkommen. Es ist, soweit möglich, jeweils der etwaige Wert in modernen Maßeinheiten angegeben, dazu beispielhafte Bibelstellen, in denen die jeweilige Einheit erwähnt wird.

## Längenmaße
(unterschiedliche Zahlen wegen abweichender Angaben)
| Hebräisch   | Maßeinheit                               | Zusammensetzung       |                | Bibelstelle |
| ----------- | ---------------------------------------- | --------------------- | -------------- | ----------- |
| qāneh קָנֶה   | Rute                                     | 6 große Ellen         | 2,70 – 3,15 m  | Ez 40,5     |
|             | Große Elle, auch königliche Elle genannt | 28 Finger = 7⁄6 Ellen | 52,5 cm        | Ez 40,5     |
| ’ammāh אַמָּה  | Elle                                     | 24 Finger             | 45,0 – 45,8 cm | Gen 6,15    |
|             | Fuß                                      | 16 Finger = 2⁄3 Elle  | 30,0 – 30,5 cm | Dtn 2,5     |
|             | Spanne                                   | 12 Finger = 1⁄2 Elle  | 22,5 – 22,9 cm | Ex 28,16    |
| ṭĕp̄aḥ טֱפַח   | Handbreite                               | 06 Finger = 1⁄4 Elle  | 11,2 – 11,5 cm | Ex 25,25    |
| ’eṣba‘ אֶצְבַּע | Finger                                   | 1⁄16 Fuß = 1⁄24 Elle  | 1,875 – 1,9 cm | Jer 52,21   |

## Wegemaße
| Maßeinheit      | Zusammensetzung           |            | Bibelstelle         |
| --------------- | ------------------------- | ---------- | ------------------- |
| Tagesmarsch     |                           | ca. 40 km  | Num 35,4 (indirekt) |
| Meile           | 2000 Schritt = 8 Stadien  | ca. 1,5 km | Mt 5,41             |
| Sabbatweg       | 1200 Schritt = 2000 Ellen | ca. 0,9 km | Apg 1,12            |
| Stadion (Feld)  | 250 Schritt = 625 Fuß     | ca. 188 m  | 2 Makk 11,5         |
| Faden (Klafter) | 6 Fuß = 4 Ellen           | ca. 1,80 m | Apg 27,28           |
| Schritt (Gang)  | 21⁄2 Fuß                  | ca. 75 cm  | 2 Sam 6,13          |
| Fuß             | 2⁄3 Elle                  | ca. 30 cm  | Dtn 2,5             |

## Volumenmaße

### Trockene Stoffe
Mit diesen Volumeneinheiten wird besonders Getreide gemessen.

(unterschiedliche Zahlen, da abweichende Angaben)
| Maßeinheit         | Zusammensetzung |             | Bibelstelle |
| ------------------ | --------------- | ----------- | ----------- |
| Hómer              | 10 Epha         | 220 – 360 l | Lev 27,16   |
| Letech/Letek       | 5 Epha          | 110 – 180 l | Hos 3,2     |
| Epha/Efa           | 1 Epha          | 22 – 40 l   | Ex 16,36    |
| Seah/Sea           | 1⁄3 Epha        | 7,3 – 13 l  | 2 Kön 7,1   |
| Gomer/Omer         | 1⁄10 Epha       | 2,2 – 4 l   | Ex 16,36    |
| Zehntel (Issaron)  | 1⁄10 Epha       | 2,2 – 4 l   | Ex 29,40    |
| Kab/Qab            | 1⁄18 Epha       | 1,2 – 2,2 l | 2 Kön 6,25  |
| Scheffel           |                 | ca. 8,7 l   | Lk 11,33    |
| Römischer Scheffel |                 | ca. 9 l     | Mt 5,15     |
| Maß w. Santon      |                 | ca. 13 l    | Mt 13,33    |

### Flüssige Stoffe
(unterschiedliche Zahlen, da abweichende Angaben)
| Maßeinheit | Zusammensetzung |                 | Bibelstelle         |
| ---------- | --------------- | --------------- | ------------------- |
| Kor        | 10 Bat          | ca. 220 – 400 l | 1 Kön 5,2 ; Lk 16,7 |
| Bat/Eimer  | 1 Bat           | ca. 22,0 – 40 l | 1 Kön 7,26          |
| Hin        | 1⁄6 Bat         | 3,7 – 6,5 l     | Ex 29,40            |
| Log        | 1⁄72 Bat        | 0,3 – 0,5 l     | Lev 14,10           |

Die Maßkette war unterschiedlich für trockene und flüssige Dinge.
Allgemein galt
- 1 Chomer/Hissaron[2] = 2 Letech = 10 Bath/Epha = 30 Seah = 60  Hin = 100 Homer = 180 Kab = 720 Log = 4320 Eierschalen[3]

Für trockene Waren galt
- 1 Kor = 2 Letech = 10 Epha = 30 Seah = 10 Homer = 180 Kab = 4320 Eierschalen = 10143,9 Pariser Kubikzoll[3]
- 1 Bath = 6 Hin = 72 Log = 432 Eierschalen = 1014,39 Pariser Kubikzoll[3]

## Gewichte
(unterschiedliche Zahlen, da abweichende Angaben)
| Maßeinheit   | Zusammensetzung         |              | Bibelstelle            |
| ------------ | ----------------------- | ------------ | ---------------------- |
| Talent/ככר   | 3000 Schekel = 60 Minen | 36 – 41 kg   | Ex 25,39 ; Mt 18,24    |
| Mine/מנה     | 50 Schekel              | 600 – 685 g  | Ez 45,12 ; Lk 19,13    |
| Schekel/שׁקל  | 1 Schekel               | 12 – 13,7 g  | Ex 38,24               |
| Beka/בקע     | 1⁄2 Schekel             | 6 – 6,8 g    | Gen 24,22              |
| Gera/גרה     | 1⁄20 Schekel            | 0,6 – 0,68 g | Ex 30,13               |
| Litra        | 1 römisches Pfund       | 320 – 330 g  | Joh 12,3               |
| Kesita/קשׂיטה |                         | ca. 46 g     | Gen 33,19 ; Hiob 42,11 |
| Pim          |                         | ca. 8 g      | 1 Sam 13,21            |

## Münzen und Geldeinheiten

### Alttestamentliche Zeit
In alttestamentlicher Zeit gab es keine Münzen, sondern der Geldwert wurde durch Gewicht eines Edelmetalls repräsentiert. Das Talent, Mine, Schekel und Kesita, basierten auf den persischen Einheiten, wobei die Währung „Schekel“ bis heute in Israel Gültigkeit hat. Erst nach dem babylonischen Exil (538 v. Chr.) hatten die Israeliten gemünztes Geld.

### Persische Zeit
| Maßeinheit   | Zusammensetzung  | Bedeutung               | Bibelstelle  |
| ------------ | ---------------- | ----------------------- | ------------ |
| Goldtalent   | 10 Silbertalente | 25,92 kg                |              |
| Silbertalent | 60 Silberminen   |                         |              |
| Silbermine   | 5 Dareiken       | 100 Schekel             |              |
| Dareike      | 20 Schekel       | 8,4 g 23-karätiges Gold |              |
| Schekel      | 1/20 Dareike     | 5,6 g Silbermünze       | Gen 23,15–16 |

### Neutestamentliche Zeit
Im neutestamentlichen Palästina waren zugleich griechische und römische Münzen im Umlauf. Die folgende Tabelle gibt eine Übersicht:
| Geldeinheit                         | Metall | Teilungseinheiten     | Bibelstelle |
| ----------------------------------- | ------ | --------------------- | ----------- |
| Talent (Einheit) (griech.)          | Silber | 60 Minen              | Mt 18,24    |
| Mine (gr.)                          | Silber | 100 Drachmen          | Lk 19,13    |
| Stater (Tetradrachme, griech.)      | Silber | 4 Drachmen, 1 Schekel | Mt 17,27    |
| Doppeldrachme (griech.)             | Silber | 2 Drachmen            | Mt 17,24    |
| Drachme (griech.) oder Denar (röm.) | Silber | 16 Assaria, 6 Obolen  | Lk 15,8     |
| Assarion (griech.), As (röm.)       | Kupfer | 4 Quadrantes          | Mt 10,29    |
| Quadrans (röm.)                     | Kupfer | 2 Lepta               | Lk 12,59    |
| Obolos (griech.)                    | Kupfer | 8 Chalkoi             | ?           |
| Chalkos (griech.)                   | Kupfer | 1/48 Drachme          | Mt 10,9     |
| Lepton (griech.)                    | Kupfer | 1/128 Drachme         | Mk 12,42    |

Eine Umrechnung nach dem heutigen Wert kann sich daran orientieren, dass der Tageslohn eines Arbeiters nach Matthäus (Mt 20,1-16 ) einen Denar (oder eine Drachme) betrug.